# کنوسوس
کنوسوس (به یونانی: Κνωσός) نام منطقه‌ای باستانی‌است در کرت که بزرگترین بخش مربوط به عصر برنز نیز در این منطقه می‌باشد. می‌نماید که کنوسوس مرکز سیاسی، فرهنگی و آیینی تمدن مینوسی بوده‌باشد. امروزه این منطقه گردشگاه توریست‌هاست. این شهر را لابورینت هم خوانده‌اند.
سال ۲۶۰۰ تا ۲۰۰۰ قبل از میلاد ساختن اولین کاخها در کنوسوس انجام شد.
دو بار با زلزله در ۱۵۰۰ تا ۱۴۰۰ قبل از میلاد ویران شد و مجدد بنا شد. صد سال بعد بر اثر آتش‌سوزی از بین رفت.
۱۱۰۰ تا ۱۲۰۰ قبل از میلاد دوریانها کنوسوس را ویران کردند
این شهر که در افسانه‌های یونانی از آن یادشده تا روزگار چیرگی رومیان اهمیت خود را نگاه‌داشته بوده‌است. تا اینکه در سدهٔ نهم میلادی مردمانش به شهر هراکلیون کوچیده‌اند. با این همه تا سدهٔ نوزدهم هنوز زندگی در آن پایدار مانده‌است.

## کاخ کنوسوس
در منطقه کنوسوس مجموعه کاخ‌هایی وجود دارد که مربوط به تمدن مینوسی و کرت می‌باشد. طرح کاخ کاملاً ارگانیک و بدون سازماندهی اولیه است. کاخ مذکور در برابر شیب‌های فوقانی و بر روی تپه‌ای کم ارتفاع،انتهای دشتی حاصل خیز ساخته شده‌است. طرح کاخ از نظر اتاق‌های زیاد شبیه کاخ‌های بین‌النهرین است ولی از جهاتی پیشرفته تر است. از نظر نظامی کاخ کنوسوس دیوار و برج ندارد چرا که کنوسوس به دلیل محدود شدن توسط دریا، توسط نیروهای دریایی حفاظت می‌شده‌است.
بیشتر عناصر معماری تشکیل دهنده کاخ کنوسوس به خاطر مصالح غیر پایدار از بین رفته‌اند و باستان شناسان تنها با اتکا بر نقوشِ بروی دیوار قسمت‌هایی از آن را بازسازی کردند.